# 侨香路
侨香路是深圳市内一条东西走向的道路。
侨香路西接北环大道，东至香梅路。

## 交汇道路
- 北环大道（起点）
- 南坪快速路
- 侨城东路
- 京港澳高速
- 农林路
- 农园路
- 香蜜湖路
- 香梅路（终点）

## 沿途地铁站
- 侨城北站
- 侨香站
- 香蜜站
- 香梅北站